# Eineinhalb-Syndrom
Das Eineinhalb-Syndrom ist ein neuroophthalmologisches Krankheitsbild, welches durch die  Kombination zweier verschiedenartiger Störungen der Augenbewegung verursacht wird. Diese sind:
- eine konjugierte, horizontale Blicklähmung (eine „ganze Blicklähmung“)
- eine Internukleäre Ophthalmoplegie (INO) (eine „halbe Blicklähmung“).

## Symptomatik
Es besteht eine konjugierte horizontale Blicklähmung bei Blick in Richtung der Seite der Schädigung. Beide Augen können in dieser Richtung nicht über die Mittellinie hinaus bewegt werden.
Zudem ist durch die INO bei Blick in Gegenrichtung die Adduktion des gleichseitigen Auges nicht möglich. D. h., das gleichseitige Auge kann waagerecht überhaupt nicht bewegt werden. Auf dem kontralateralen Auge ist nur eine Abduktions-Bewegung bei Blick in Richtung dieses Auges möglich. Eine Adduktion beider Augen ist jedoch bei 
Konvergenzbewegungen möglich.
Nebenbefundl. besteht manchmal ein Auswärtsschielen (Exotropie) des kontralateralen Auges.

## Ursache
Ein Eineinhalb-Syndrom ist Folge einer einseitigen Schädigung im Bereich des Pons, bei der sowohl das Kerngebiet des Nervus abducens oder die paramediane pontine Formatio reticularis (PPRF) (→ horizontale Blickparese) als auch der gleichseitige Fasciculus longitudinalis medialis (MLF) (→ internukleäre Ophthalmoplegie) betroffen ist.
Der MLF enthält Fasern internukleärer Neurone des kontralateralen Abduzenskerns, welche zum ipslateralen Kern des Nervus oculomotorius ziehen.
Ursächlich für die Schädigung im Ponsbereich ist zumeist ein lakunärer Hirninfarkt, ein Entmarkungsherd bei Multipler Sklerose, eine Hirnblutung oder ein Tumor im Bereich des Pons.